# George Holley
George Holley (né le 20 novembre 1885 à Seaham – et mort le 27 août 1942) était un joueur de football anglais. 
Il passe la plupart de sa carrière d'avant-centre pour Sunderland, les aidant à remporter la Football League en 1913. Il est également le meilleur buteur de la First Division en 1911-12 et représente l'Angleterre 10 fois, inscrivant 8 buts.

## Palmarès
Sunderland AFC
- Champion du Championnat d'Angleterre de football (1) : 
  - 1913.
- Meilleur buteur du Championnat d'Angleterre de football (1) :
  - 1912: 25 buts.
- Finaliste de la FA Cup (1) : 
  - 1913.